# Grauhornvogel

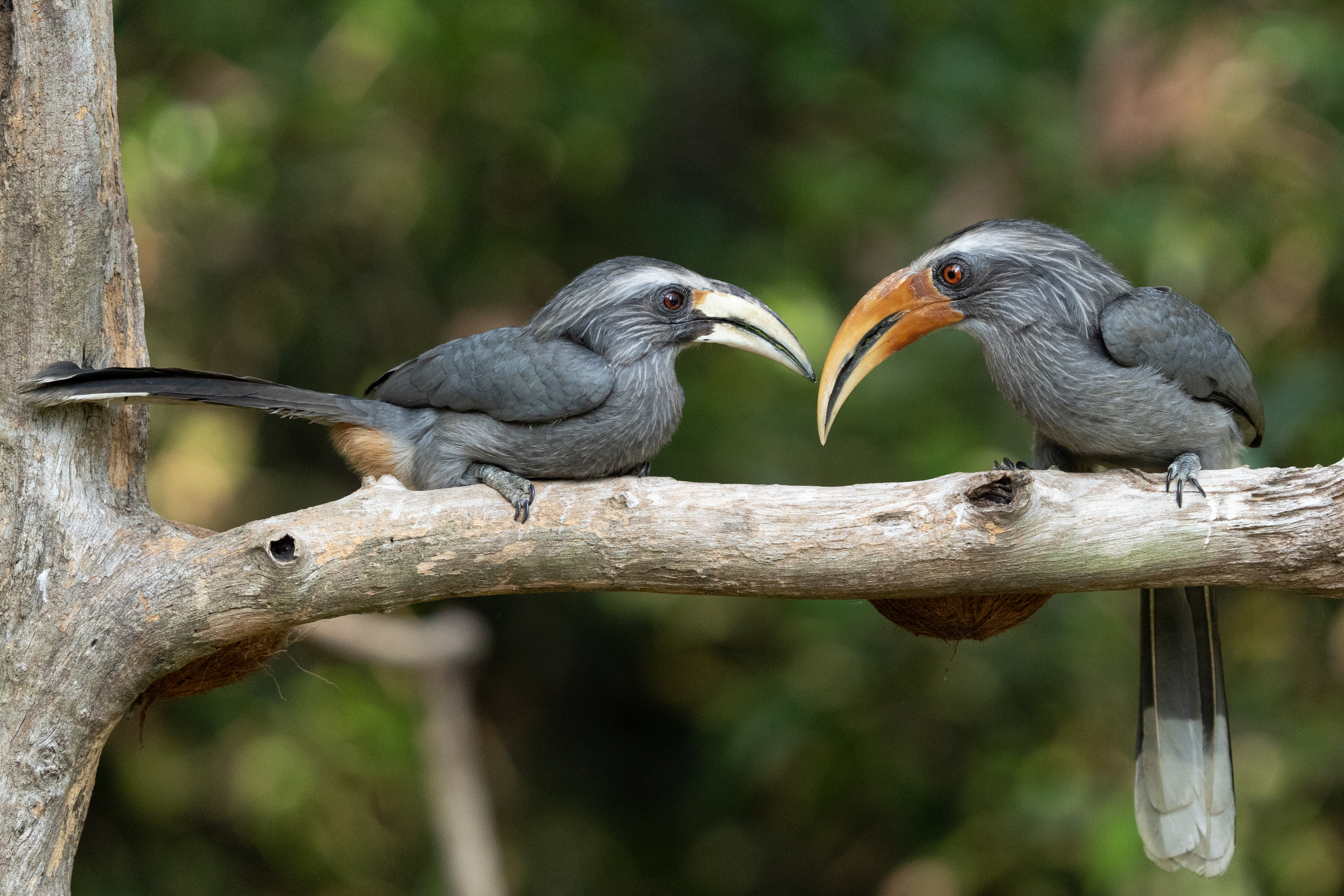
Weiblicher (links) und männlicher (rechts) Grauhornvogel

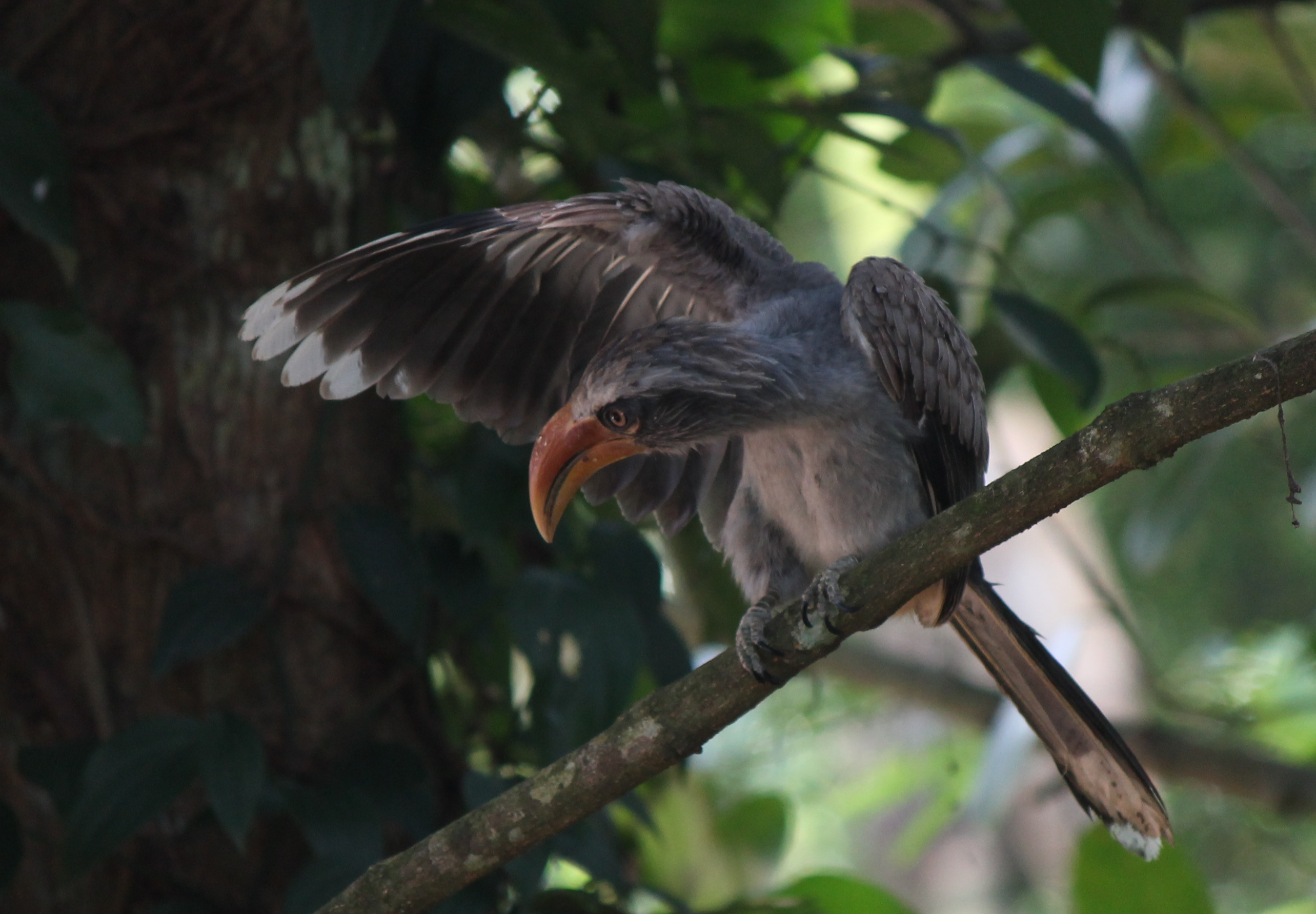
Grauhornvogel bei der Gefiederpflege

Der Grauhornvogel (Ocyceros griseus) oder Malabar-Grautoko ist eine monotypische Vogelart aus der Familie der Nashornvögel, die in Südasien verbreitet ist. Er ist einer der kleineren Nashornvogelarten mit einem schiefergrauen Gefieder ohne auffälligen Schnabelaufsatz.
Wie alle Nashornvögel ist der Grauhornvogel ein Höhlenbrüter. Das Weibchen verbringt die Brutzeit in einer bis auf einen schmalen Spalt zugemauerten Baumhöhle. Während der Brutzeit wird sie und später die Jungvögel vom Männchen mit Futter versorgt. Er gehört zu den Asiatischen Tokos, einer Schwesterngattung der in Afrika und dem Nahen Osten vorkommenden Tokos. Alle Arten, die zu den Asiatischen Tokos gehören, zeichnen sich durch ein Fehlen eines revierverteidigenden Verhaltens aus und die Männchen bringen das Futter im Schlund und nicht im Schnabel zur Bruthöhle.
Die Bestandssituation des Grauhornvogels wird mit ungefährdet (least concern) eingestuft.

## Erscheinungsbild
Grauhornvögel erreichen eine Körperlänge von 45 Zentimetern und zählt damit zu den kleineren Nashornvogelarten. Der Schnabel hat beim Männchen eine Länge zwischen 9,7 und 11 Zentimeter. Bei den Weibchen ist dieser etwas kleiner und erreicht eine Länge zwischen 7,2 und 8,7 Zentimeter. Beide Geschlechter bilden einen Schnabelfirst aus, der des Weibchens bleibt deutlich kleiner.
Das Gewicht dieser Nashornvogelart liegt zwischen 238 und 340 Gramm. Der Geschlechtsdimorphismus ist schwach ausgebildet. Unterscheidungsmerkmal ist zum einen die Größe der Vögel und die Größe des Schnabelfirsts.

### Erscheinungsbild der Männchen
Kopf, Hals und Körperoberseite sind dunkelgrau. Über dem Auge verläuft ein blaugrauer bis weißer Überaugenstreif. Die Federschäfte an Hals und Kopf sind ebenfalls weiß. Die Körperunterseite ist hellgrau, der Bauch ist weiß und die Unterschwanzdecken sind rötlich-braun. Die Armschwingen und die Handschwingen sind schwarzgrau, die Armschwingen haben außerdem weiße Spitzen und eine weiße Basis. Der Schwanz ist schwarzgrau. Bis auf das mittlere Paar haben alle Schwanzfedern eine weiße Spitze. Der Schnabel ist gelb, beim Männchen ist anders als beim Weibchen die Schnabelbasis orange. Die unbefiederte Haut rund um das Auge und der nackte Kehlfleck sind schwarz. Die Augen sind rotbraun, die Beine und Füße dunkelgrau.

### Erscheinungsbild der Weibchen und Jungvögel
Das Weibchen ähnelt dem Männchen im Körpergefieder. Beim Weibchen hat der blassgelbe Schnabel schwärzliche Flecken am Schnabelfirst und an den Seiten des Unterschnabels.
Bei den Jungvögeln ist der Schnabel zunächst wie bei dem adulten Weibchen, allerdings weist er eine weniger extensive schwarze Fläche auf dem Schnabel auf. Das Gefieder ist insgesamt etwas blasser, was besonders auffällig auf der Unterschwanzdecke ist. Die Federn der Flügeldecken sind rötlich-braun gesäumt und die Schwingen haben weiße Säume. Die Augen sind zunächst. Sie werden bei etwas älteren Vögeln werden sie zunächst gelblich und dann später braun. Die Füße und Beine sind grünlich grau. Die Schwingen und Steuerfedern laufen außerdem etwas spitzer als bei den adulten Vögeln.

### Verwechselungsmöglichkeiten
Im Verbreitungsgebiet des Grauhornvogels kommt auch der zur gleichen Gattung gehörende Indienhornvogel vor. Von dieser Art unterscheidet sich der Grauhornvogel durch den gelberen Schnabel und den deutlich kürzeren Schwanz. Der Indienhornvogel ist außerdem etwas bräunlicher gefiedert als der Grauhornvogel.

## Stimme
Die Rufe des Grauhornvogels sind laut und krächzend und gackernd. Sie erinnern mitunter an ein spöttisches Lachen, an die Quieklaute von Schweinen oder das Gackern von Haushühnern.

## Verbreitungsgebiet

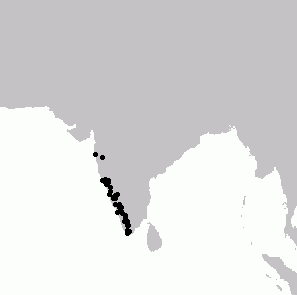
Verbreitungsgebiet des Grauhornvogels

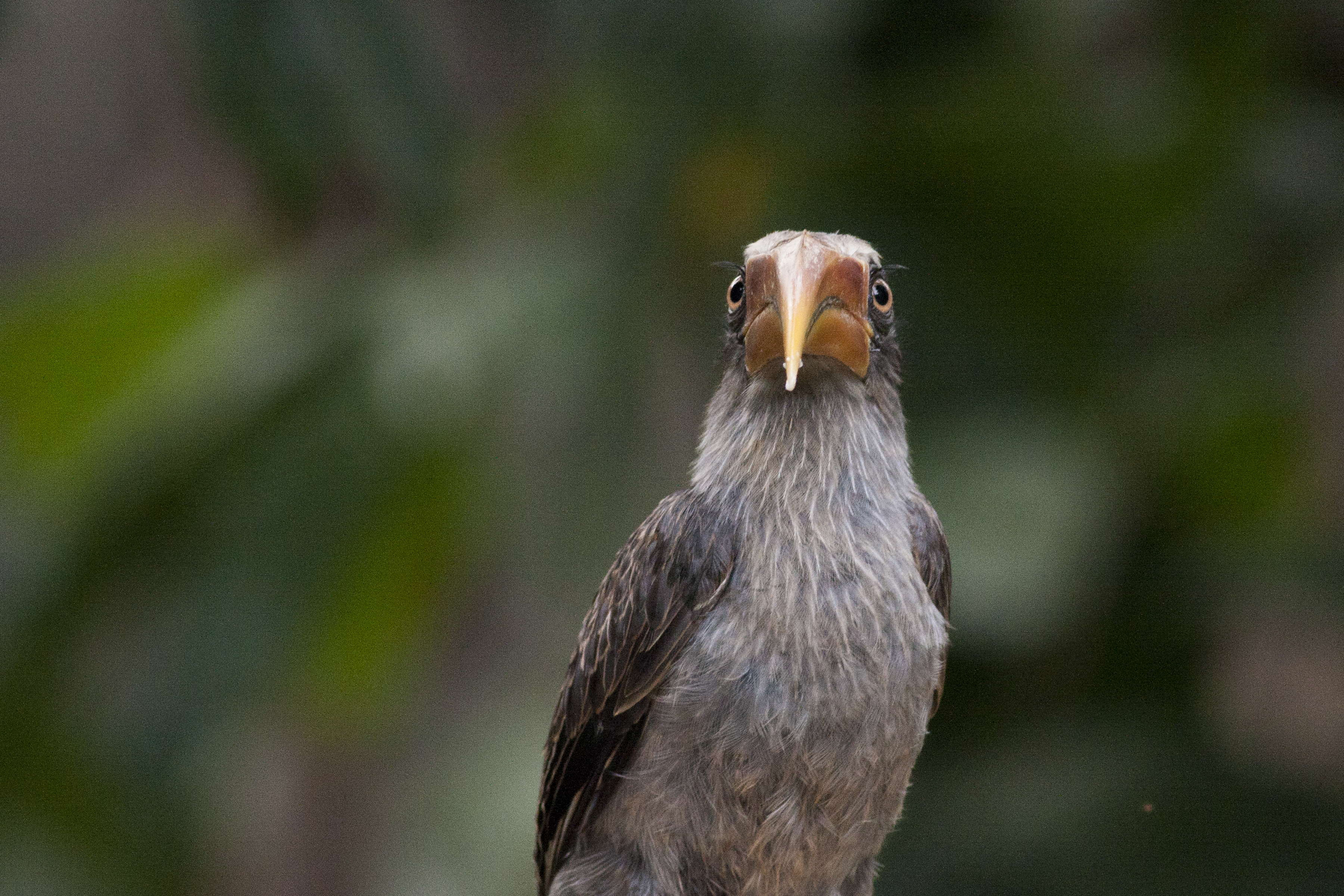
Ein Männchen des Grauhornvogels, Vorderansicht

Das Verbreitungsgebiet des Grauhornvogels ist Indien. Sie kommen in dem Westghats vor. Die Westghats sind ein Gebirge im Westen Indiens, das am Rande des Dekkan-Plateaus verläuft und dieses von dem schmalen Streifen der Küstenebene und dem Arabischen Meer trennt. Der Gebirgszug nimmt seinen Ausgang südlich des Flusses Tapti an der Grenze der indischen Bundesstaaten Gujarat und Maharashtra und verläuft auf einer Länge von etwa 1600 km durch die Bundesstaaten Maharashtra, Goa, Karnataka, Kerala und Tamil Nadu fast bis zur Spitze des indischen Subkontinents.
Der Grauhornvogel besiedelt in diesem Verbreitungsgebiet immergrüne Regenwälder und Hartlaubwälder von den Tiefebenen bis in Höhenlagen von 1600 Metern. Er kommt am häufigsten oberhalb von 600 Höhenmetern vor, wo besonders zahlreiche wilde Feigenbäume wachsen. Ausgehend von diesen Waldgebieten ist er auch gelegentlich in Gärten, auf Teeplantagen und den Baumanpflanzungen anzutreffen, die als Schattengeber für Anbauflächen von Grünem Kardamom angepflanzt wurden. Historisch war er vermutlich vor allem in Küstenwäldern, in Wäldern in Tälern und entlang von Flussläufen häufig.

## Lebensweise und Nahrung
Grauhornvögel leben in Trupps von 5 bis 20 Individuen, die ein Gebiet durchstreifen. In reichlich fruchttragenden Bäumen sind sie auch mit anderen fruchtfressenden Vogelarten vergesellschaftet. Die Mitglieder eines Trupps halten durch ständiges Rufen miteinander Kontakt.
Wie alle Nashornvogelarten ist auch der Grauhornvogel omnivor. Er deckt allerdings mit Früchten den größten Teil seines Nahrungsbedarfes ab. Eine große Rolle spielen dabei verschiedene Wildfeigen. Daneben frisst er tierisches Protein in Form von Insekten und kleinen Eidechsen.

## Fortpflanzung
Grauhornvögel sind monogam und ziehen ihren Nachwuchs offenbar ohne die Unterstützung von Helfern groß. Zum Balzverhalten des Grauhornvogels gehört ein Spreizen der Steuerfedern, so dass die weißen Spitzen der äußeren Steuerfedern sichtbar werden. Das Gelege besteht aus zwei bis vier Eiern.
Die Fortpflanzungsbiologie des Grauhornvogels ist noch nicht abschließend untersucht. Er ist aber wie alle Nashornvogelarten ein Höhlenbrüter. Er nutzt natürliche Baumhöhlen. Das Weibchen vermauert den Eingang zur Bruthöhle bis auf einen schmalen Spalt. Durch dieses nimmt sie die Nahrung entgegen, die das Männchen in seinem Schlund heranträgt.

## Einzelbelege
1. ↑  Ocyceros griseus in der Roten Liste gefährdeter Arten der IUCN 2016.1. Eingestellt von: BirdLife International, 2016. Abgerufen am 23. Dezember 2016.
2. 1 2 3 4  Kemp: The Hornbills - Bucerotiformes. S. 153.
3. 1 2 3  Kemp: The Hornbills - Bucerotiformes. S. 154.